# Гута-Бобрицька
Гута-Бобрицька — село в Україні, у Барашівській сільській територіальній громаді Звягельського району Житомирської області. Населення становить 42 особи (2001).

## Історія
Під час голодомору в селі померло 30 людей. У період загострення комуно-сталінського терору було репресовано 10 осіб, з яких 3 особи розстріляно.
До 28 липня 2016 року село входило до складу Будо-Бобрицької сільської ради Ємільчинського району Житомирської області.

## Галерея

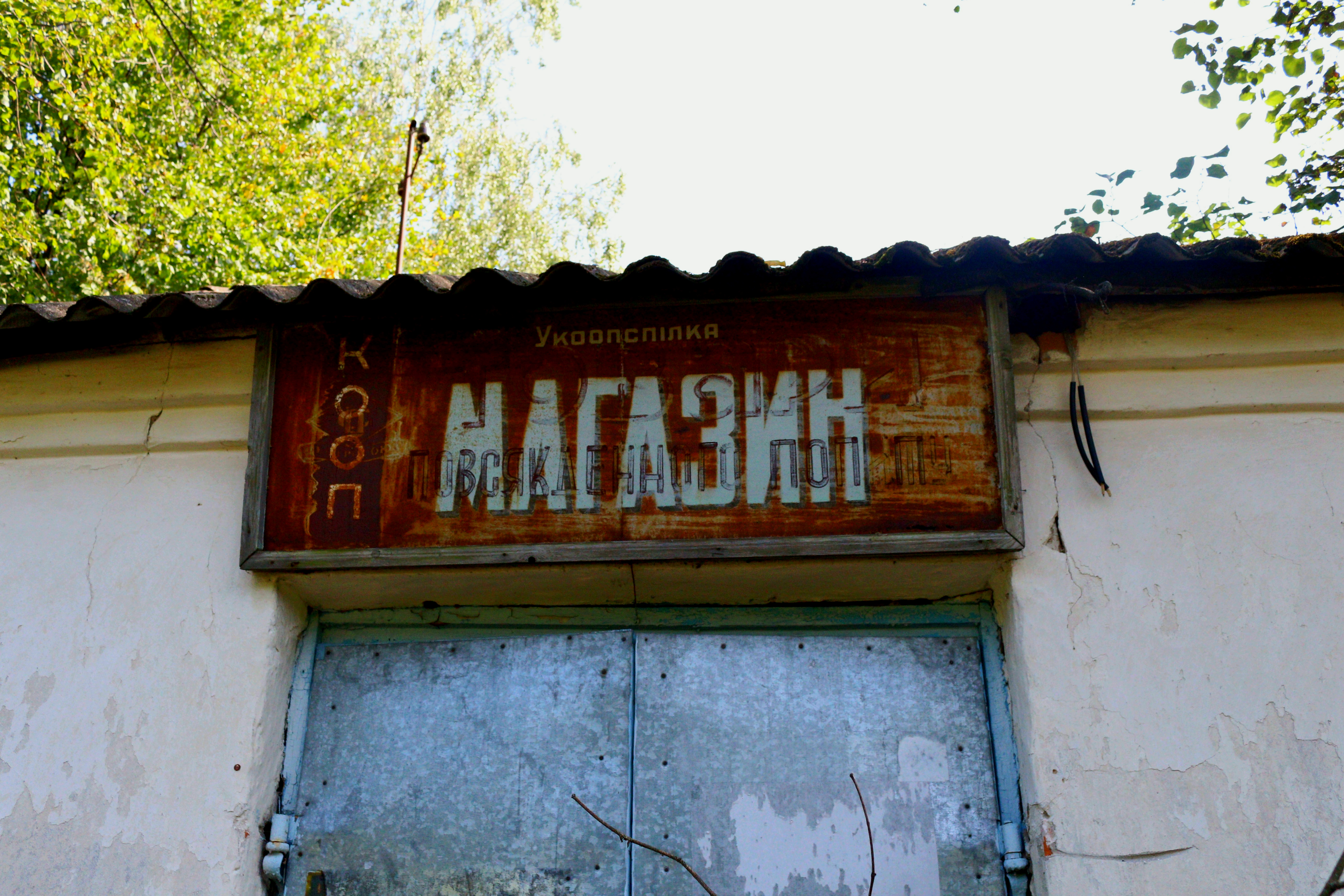
Сільмаг
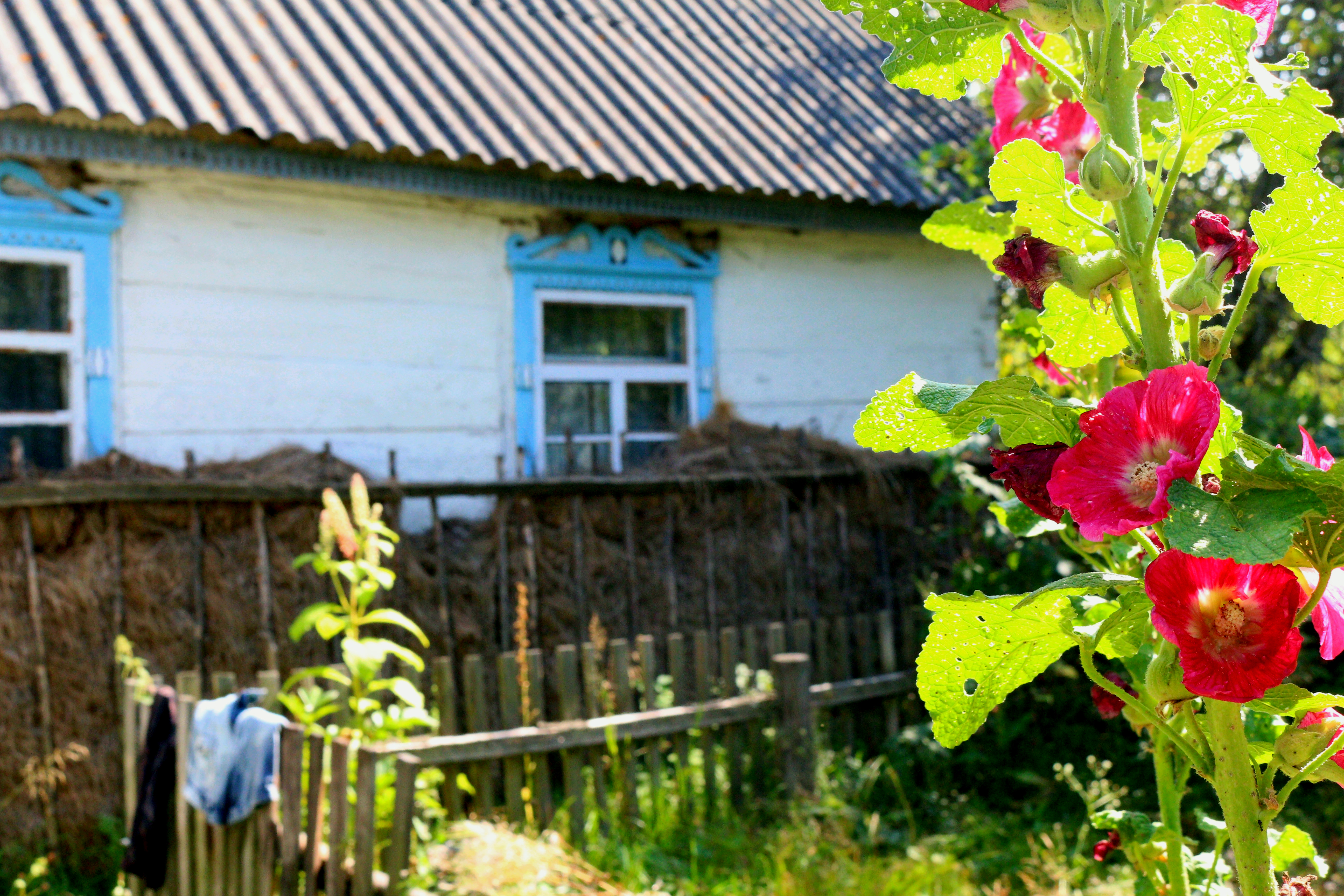
Одне з обійсть
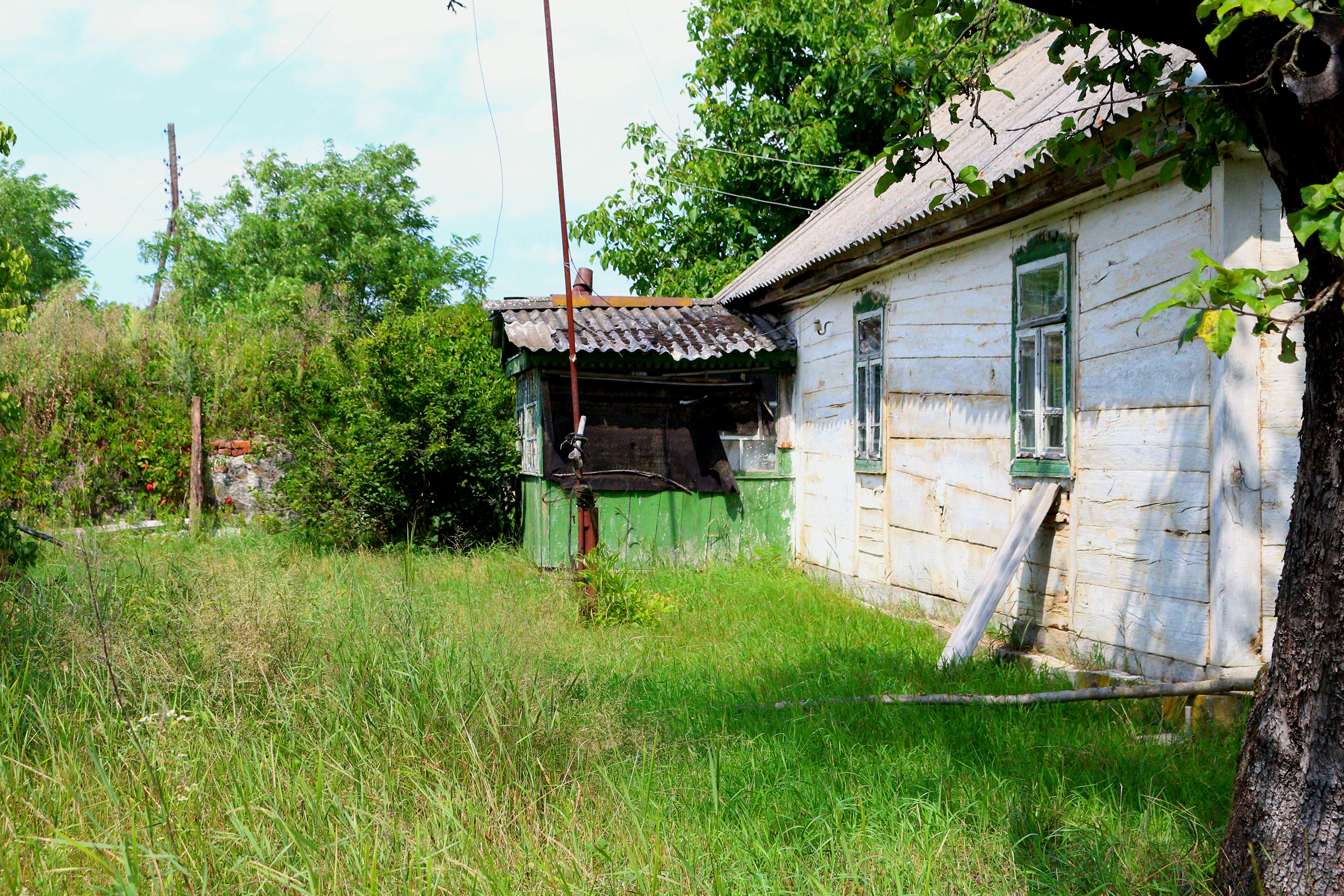
Хата в селі